# Гільовська сільська рада (Локтівський район)
Гільо́вська сільська рада (рос. Гилёвский сельский совет) — сільське поселення у складі Локтівського району Алтайського краю Росії.
Адміністративний центр та єдиний населений пункт — село Гільово.

## Населення
Населення — 854 особи (2019; 1211 в 2010, 1447 у 2002).